# 卡佩爾鎮區 (愛荷華州蘇縣)
卡佩爾鎮區（英語：Capel Township）是位於美國愛荷華州蘇縣的一個行政鎮區。

## 地方資料
根據2010年美國人口普查的數據，卡佩爾鎮區的面積為93.27平方千米，當中陸地面積為93.27平方千米，而水域面積為0.00平方千米。當地共有人口474人，而人口密度為每平方千米5.08人。